# Adam Barteczko
Adam Barteczko (ur. 4 listopada 1953 w Rybniku, zm. 1 lutego 2025) – polski dziennikarz sportowy, redaktor naczelny dziennika „Sport” (1990–2005).

## Życiorys
Był synem Klemensa Barteczki i Gizeli, z domu Goriwoda.
Studiował na Politechnice Śląskiej, w 1978 ukończył studia dziennikarskie na Uniwersytecie Śląskim w Katowicach. Od 1978 pracował w dzienniku „Sport”, w którym m.in. kierował działem piłki nożnej, a od 1990 do 2005 był jego redaktorem naczelnym.